# She's A Liar
「She's A Liar」（シーズ・ア・ライアー）は、松下優也の13枚目のシングル。2014年2月22日に発売。
レーベル立ち上げ後2枚目のシングルとなる。
配信シングルiTunes Store、Amazon MP3ほかにて配信。
また、ライブ会場限定でCD化されている。

## 収録曲
1. She's A Liar
  - 作詞:U 作曲：B. Thompson & Lazy-Q　編曲：Lazy-Q
2. She’s A Liar -English ver.-
  - 作詞:U,B. Thompson & Lazy-Q 作曲：B. Thompson & Lazy-Q　編曲：Lazy-Q

## CD販売
CDのみ,およびCD+DVDの2形態で販売された。

- CDのみ盤

1. She's A Liar
  - 作詞:U 作曲：B. Thompson & Lazy-Q　編曲：Lazy-Q
2. Slow Dancin'
  - 作詞:U 作曲：KENGO　編曲：Carlos K.

- CD+DVD盤

1. She's A Liar
  - 作詞:U 作曲：B. Thompson & Lazy-Q　編曲：Lazy-Q
2. She’s A Liar -English ver.-
  - 作詞:U,B. Thompson & Lazy-Q 作曲：B. Thompson & Lazy-Q　編曲：Lazy-Q

　特典DVD収録内容

LIVE TOUR 2013 -SING A SONG- 2013.09.21＠SHIBUYA Duo MUSIC EXCHANGE
1. Up To You
2. #Musicoverdose
3. What Are We?
4. Wait for you
5. Member Introductions
6. Second World
7. ALL MY LOVE
8. SWEET LOVE
9. Go Get It
10. It's My Day off
11. #Musicoverdose

| スタブアイコン | サブスタブ | この項目は、まだ閲覧者の調べものの参照としては役立たない、シングルに関連した書きかけの項目です。この項目を加筆・訂正などしてくださる協力者を求めています（P:音楽/PJ:楽曲）。 |